# دبلیوان‌اس
دبلیوان‌اس (انگلیسی: WNS) شرکت فناوری اطلاعات آمریکایی است، که در سال ۱۹۹۶ تأسیس شد.